# Golfo Paradiso
De Golfo Paradiso (Italiaans voor Paradijsgolf) is een baai in het noorden van de Ligurische Zee. De Golf van Genua is 15 km breed en strekt zich uit voor de kust van de metropolitane stad Genua, tussen de Italiaanse stad Genua in het westen en de kaap van Portofino in het oosten.
De gelijknamige regio grenst in het noorden aan de Fontanabuona-vallei en er liggen zeven gemeenten in deze regio. Vijf daarvan liggen aan de golf (Bogliasco, Pieve Ligure, Sori, Recco en Camogli) en twee liggen verder landinwaarts (Avegno en Uscio).